# Storstadsvildt
Storstadsvildt è un cortometraggio muto del 1912 scritto, diretto e interpretato da Einar Zangenberg. Altri interpreti del film erano Edith Buemann, Elna From, Aage Garde.

## Produzione
Il film fu prodotto dalla Kinografen e Frederick Henius.

## Distribuzione
In Danimarca, il film - un cortometraggio in tre bobine - fu distribuito dalla Kinografen che lo presentò nell'omonima sala cinematografica di Copenaghen il 23 agosto 1912. Nel Regno Unito, la Gerrard Film Company lo distribuì il 3 novembre 1912 con il titolo On the Track of the Cork-Screw Gang in una versione ridotta di 848,85 metri. Il film fu presentato anche negli Stati Uniti il 23 novembre dello stesso anno distribuito dalla Kinograph. In Finlandia, il film uscì il 24 febbraio 1913 come Suurkaupungin pyörteissä.